# Latijns-Amerikaanse literatuur
De Latijns-Amerikaanse literatuur is de literatuur van de bevolking van Noord- en Zuid-Amerika, Midden-Amerika en het Caribisch gebied, in hoofdzaak geschreven in het Spaans en daarnaast ook in het Portugees. Latijns-Amerikaanse literatuur kwam in het bijzonder op het voorplan gedurende de tweede helft van de 20e eeuw dankzij het internationale succes van de stijl die magisch realisme heet. Vandaar dat de literatuur die in deze regio werd geproduceerd vaak ten onrechte uitsluitend vereenzelvigd wordt met deze literaire stijl en haar voornaamste exponent, Gabriel García Márquez.

## Precolumbiaanse literatuur
Precolumbiaanse culturen waren veelal mondeling, alhoewel bijvoorbeeld de Azteken en de Maya's een uitgebreid schrift kenden. Na de komst van de Europese kolonisators werden sommige mythologische en religieuze verhalen op schrift gesteld, zoals bij de Popol Vuh.

## Koloniale literatuur
Vroege ontdekkingsreizigers en conquistadores schreven verslagen en kronieken van hun ervaringen neer, zoals Columbus dat deed in zijn brieven aan koning Ferdinand en koningin Isabella. Of Bernal Díaz del Castillo's beschrijvingen van de verovering van Mexico. Bartolomé de las Casas' boek (Brevísima relación de la destrucción de las Indias, 1542) over de vernielzucht van de conquistadores en de slechte behandeling van de inboorlingen, bracht een ethisch debat op gang over deze praktijken van de kolonisators. In Latijns-Amerika wordt Las Casas nog steeds vereerd als “de apostel van de indianen.”
Gedurende de gehele periode van de kolonisatie was de geschreven cultuur bijna uitsluitend in handen van de kerk. Binnen deze context schreef Sor Juana Inés de la Cruz verdienstelijke poëzie en filosofische essays. Ook onder de veroveraars bevonden zich schrijvers. Zo schreef Bernal Díaz del Castillo, een van de soldaten van Cortes, een geschiedenis van de verovering van Mexico, getiteld Historia verdadera de la conquista de la Nueva España (1632). In het epische gedicht La Araucana (1569-1589) beschrijft de soldaat Alonso Ercilla y Zúñiga het conflict tussen de Spanjaarden en de Mapuche van Chili. Een van de eerste oorspronkelijke bewoners die schreef over de geschiedenis van zijn volk was de Inca Garcilaso de la Vega met zijn geschiedenis van de Inca's van Peru.
Tegen het einde van de 18e en begin van de 19e eeuw verscheen een duidelijk te onderscheiden creoolse literatuur, waaronder El Periquillo Sarniento (1816), de eerste roman van José Joaquín Fernández de Lizardi. De "libertadores" waren zelf soms onderlegde schrijvers, zoals Simón Bolívar en Andrés Bello.

## 19e-eeuwse literatuur
De 19e eeuw was een periode waarin romans in de romantische of naturalistische traditie trachtten in te spelen op een gevoel van nationale trots. Ze concentreerden zich vooral op wat toen als een belangrijke kwestie werd ervaren: de grens tussen beschaving en barbarij. Veel van de thema's in de 19e-eeuwse romantische Latijns-Amerikaanse literatuur hadden te maken met het contrast tussen de cultuur van de inheemse bevolking en de kolonisators, en het moeilijke assimilatieproces. Auteurs die deze thematiek behandelden waren onder meer de Argentijnse Domingo Faustino Sarmiento met zijn Facundo (1845), de Colombiaan Jorge Isaacs met María, de Ecuadoraan Juan León Mera met Cumandá (1879) en de Braziliaan Euclides da Cunha met Os Sertões (1902). Deze werken vormen nog steeds de grondslag en nationale canon van Spaanssprekende landen, die ook in hun schoolcurricula zijn terug te vinden. Zo zijn Jorge Isaacs en Euclides da Cunha nog steeds bekend in heel Latijns-Amerika en worden zij ook nu nog op school gelezen door kinderen.
Een andere exponent van de 19e-eeuwse Latijns-Amerikaanse literatuur is José Hernández met zijn episch gedicht Martín Fierro (1872). Het verhaal van een arme gaucho die wordt opgeroepen om te gaan vechten aan de "frontier" tegen de indianen is een voorbeeld van de "gauchesque", een Argentijns poëziegenre dat het leven van de gaucho's als thema kiest. In de 19e eeuw groeide ook in Latijns-Amerika de populariteit van de romantische poëzie.
Het naturalisme kreeg in Spaanstalig Amerika voet aan de grond in de jaren 1880. In 1880 had de Franse romancier Émile Zola "Le roman experimental" gepubliceerd, een manifest voor het literaire naturalisme dat hij reeds tijdens de jaren 1870 had uitgeoefend. Zola ijverde voor een meer wetenschappelijke aanpak van het metier van romanschrijver. In Spaanstalige katholieke landen gaf dit aanleiding tot "de brandende kwestie", zo genoemd nadat gravin Emilia Pardo Bazán een reeks essays met de titel La cuestión palpitante had gewijd aan het debat over de verspreiding van het Franse naturalisme. Lezers in Spaanstalige landen verwachtten van literatuur toen vaak een ethisch uitgangspunt en advies, en de Franse naturalisten schilderden de mens op zijn lelijkst af.
Waarschijnlijk is Sin rumbo (Doelloos ronddwalen) uit 1885 door de Argentijn Eugenio Cambaceres (1843-1889) de bekendste naturalistische roman uit Latijns-Amerika. In sommige opzichten hanteert Cambaceres in dit werk een zachtere vorm van het Franse model van naturalisme, hoewel er ook scènes in voorkomen van ongewone wreedheid en geweld.
Tegen het einde van de 19e eeuw begon de Latijns-Amerikaanse literatuur ook invloed uit te oefenen buiten de eigen cultuur. Deze periode is bekend als de modernismobeweging in de poëzie.

## Modernismo
Eind 19e eeuw kwam het Modernismo op, een poëtische beweging die zich voor haar ontstaan beriep op de tekst Azul (1888) van de Nicaraguaan Rubén Darío. Het was de eerste literaire beweging in Latijns-Amerika die invloed uitoefende op de literaire cultuur buiten de eigen regio en ook de eerste echt Latijns-Amerikaanse literatuur. Hoewel modernismoliteratuur zich buiten de politiek trachtte te houden, maakten veel auteurs in deze periode gebruik van gelegenheden om over sociale kwesties te debatteren, met name over hoe de inheemse bevolking in Latijns-Amerika in hun regio werd behandeld. Dit leidde tot een andere beweging in de Latijns-Amerikaanse literatuur die bekendstaat als indigenismo. Deze beweging bekeek de inheemse bevolking van Latijns-Amerika vanuit een ander perspectief, waarbij zij zich vooral richtte op wat de samenleving aan deze mensen oplegde.

## Belangrijkste auteurs
Volgens de literaire criticus Harold Bloom is de meest vooraanstaande Latijns-Amerikaanse schrijver aller tijden de Argentijn Jorge Luis Borges. In zijn controversiële boek The Western Canon zegt Bloom: "Van alle Latijns-Amerikaanse auteurs van deze eeuw is hij de meest universele ... Als je Borges vaak en van nabij leest, word je iets van een 'Borgesiaan', want om hem te lezen is een bewustzijn van de literatuur nodig waarin niemand verder dan hij is gegaan."
Onder de Latijns-Amerikaanse romanschrijvers is Gabriel García Márquez waarschijnlijk de meest prominente auteur van de 20e eeuw. Zijn boek Cien Años de Soledad uit 1967, is een van de belangrijkste werken in de wereldliteratuur van de 20e eeuw. Borges sprak erover als "de Don Quichot van Latijns-Amerika."
Een van de grootste dichters van de 20e eeuw is Pablo Neruda. Volgens Gabriel García is hij zelfs "de grootste dichter van de 20e eeuw, in elke taal."

## Prijzen

### Cervantesprijs
De Cervantesprijs van Spanje wordt algemeen beschouwd als de belangrijkste literaire prijs van het Spaanse taalgebied. Latijns-Amerikaanse auteurs die deze prestigieuze prijs hebben gewonnen zijn onder meer: Juan Gelman (Argentinië), Sergio Pitol (Mexico), Gonzalo Rojas (Chili), Álvaro Mutis (Colombia), Jorge Edwards (Chili), Guillermo Cabrera Infante (Cuba), Mario Vargas Llosa (Peru), Dulce María Loynaz (Cuba), Adolfo Bioy Casares (Argentinië), Augusto Roa Bastos (Paraguay), Carlos Fuentes (Mexico), Ernesto Sábato (Argentinië), Octavio Paz (Mexico), Juan Carlos Onetti (Uruguay) , Jorge Luis Borges (Argentinië), Alejo Carpentier (Cuba) en Rafael Cadenas, (Venezuela).

### Nobelprijs voor Literatuur
Latijns-Amerikaanse auteurs die de meest prestigieuze literaire onderscheiding in de wereld, de Nobelprijs voor Literatuur, hebben gewonnen zijn: Octavio Paz (Mexico), Gabriel García Márquez (Colombia), Pablo Neruda (Chili), Miguel Angel Asturias (Guatemala), Gabriela Mistral (Chili) en Mario Vargas Llosa (Peru).

### Neustadt Internationale Prijs voor Literatuur
De Neustadt Internationale Prijs voor Literatuur, misschien wel de belangrijkste internationale literaire onderscheiding na de Nobelprijs, telt verscheidene Latijns-Amerikaanse auteurs onder de begunstigden. Zij zijn onder andere: Claribel Alegría (Nicaragua), Álvaro Mutis (Colombia), João Cabral de Melo Neto (Brazilië), Octavio Paz (Mexico), en Gabriel García Márquez (Colombia). Kandidaten voor de prijs omvatten: Mario Vargas Llosa (Peru), Marjorie Agosin (Chili), Eduardo Galeano (Uruguay), Homero Aridjis (Mexico), Luis Fernando Verissimo (Brazilië), Augusto Monterroso (Guatemala), Ernesto Cardenal (Nicaragua), Carlos Fuentes (Mexico), Jorge Luis Borges (Argentinië), Jorge Amado (Brazilië), Ernesto Sábato (Argentinië), Carlos Drummond de Andrade (Brazilië) en Pablo Neruda (Chili).

### Jeruzalemprijs
Een andere belangrijke internationale literaire prijs is de Jeruzalemprijs, waarvan de winnaars zijn: Mario Vargas Llosa (Peru), Ernesto Sábato (Argentinië), Octavio Paz (Mexico) en Jorge Luis Borges (Argentinië).

### Romulo Gallegosprijs
De winnaars van de Premio Rómulo Gallegos zijn: Mario Vargas Llosa (Peru), Gabriel García Márquez (Colombia), Carlos Fuentes (Mexico), Fernando del Paso (Mexico), Abel Posse (Argentinië), Manuel Mejía Vallejo (Colombia), Arturo Uslar Pietri (Venezuela), Mempo Giardinelli ( Argentinië), Ángeles Mastretta (Mexico), Roberto Bolaño (Chili), Fernando Vallejo (Colombia) en Elena Poniatowska (Mexico).

### Juan Rulfoprijs
Nicanor Parra (Chili), Juan José Arreola (Mexico), Eliseo Diego ( Cuba), Julio Ramón Ribeyro (Peru), Nelida Piñón (Brazilië), Augusto Monterroso (Guatemala), Olga Orozco (Argentinië), Sergio Pitol (Mexico), Juan Gelman (Argentinië), Juan García Ponce (Mexico), Cintio Vitier (Cuba), Rubem Fonseca (Brazilië), Tomás Segovia (Mexico), Carlos Monsiváis (Mexico) en Fernando del Paso (Mexico).

### Alfonso Reyesprijs
Winnaars van Mexico's Alfonso Reyesprijs zijn onder meer: Jorge Luis Borges (Argentinië), Alejo Carpentier (Cuba), Carlos Fuentes (Mexico), Ernesto Mejía Sánchez (Nicaragua), Jose Luis Martínez (Mexico), Ruben Bonifaz Nuño (Mexico), Octavio Paz (Mexico), Ali Chumacero (Mexico), Gutierre Tibón (Mexico), Ramón Xirau (Mexico), Adolfo Bioy Casares (Argentinië), Andrés Henestrosa (Mexico), Arnaldo Orfila Reynal (Argentinië), Joaquín Diez Canedo (Mexico), Germán Arciniegas (Colombia), Juan Jose Arreola (Mexico), Arturo Uslar Pietri (Venezuela), Miguel León-Portilla (Mexico), Rafael Gutierrez Girardot (Colombia), Jose Emilio Pacheco (Mexico) en Antonio Candido (Brazilië).

### Harold Bloomscanon
Latijns-Amerikaanse auteurs die opgenomen zijn in de canon van de westerse literatuur - een lijst van werken die beschouwd worden als onvergankelijke wereldliteratuur - van de prominente criticus Harold Bloom zijn: Rubén Darío, Jorge Luis Borges, Alejo Carpentier, Guillermo Cabrera Infante, Severo Sarduy, Reinaldo Arenas, Pablo Neruda, Octavio Paz, César Vallejo, Miguel Ángel Asturias, José Lezama Lima, José Donoso, Julio Cortázar, Gabriel García Márquez, Mario Vargas Llosa, Carlos Fuentes en Carlos Drummond de Andrade.

### Camõesprijs
Tot de Braziliaanse auteurs die de Camõesprijs, de meest prestigieuze literaire onderscheiding in de Portugese taal, hebben gewonnen, behoren: João Cabral de Melo Neto, Rachel de Queiroz, Jorge Amado, Antonio Candido, Autran Dourado, Rubem Fonseca en Lygia Fagundes Telles.

### Prêmio Machado de Assis
Enkele opmerkelijke auteurs die de Premio Machado de Assis van Brazilië wonnen zijn: Rachel de Queiroz, Cecilia Meireles, João Guimarães Rosa, Erico Verissimo, Lucio Cardoso en Ferreira Gullar.

## Voetnoten
1. ↑  The Columbia Encyclopedia, 6th edition: Spanish American literature; The Colonial Era.
2. ↑  De 20e eeuw
3. ↑  The Western Canon: The Books and School of the Ages. New York: Harcourt Brace, 1994.
4. ↑  Jorge Luis Borges: Conversations. Ed. Richard Burgin. Univ of Miss. 1998.